# Ratlinghope
Ratlinghope – wieś w Anglii, w hrabstwie Shropshire. Leży 18 km na południowy zachód od miasta Shrewsbury i 223 km na północny zachód od Londynu.